# Katrin Heesch

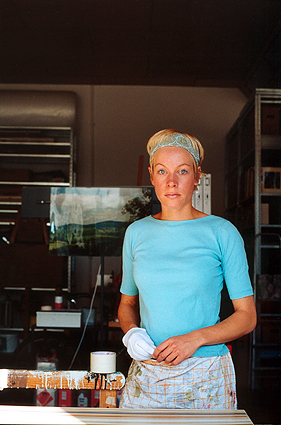
Katrin Heesch im Atelier. (2002)

Katrin Heesch (* 7. Dezember 1973 in Kassel) ist eine deutsche Künstlerin, die sich an der Bauhaus-Universität in Weimar ausschließlich der Herstellung von Streifenbildern gewidmet hat. Über zwei Jahrzehnte erforschte sie die Komplexität von Farbharmonien und gilt als Wegweiserin hin zu einer neuen Sensibilisierung des Farbempfindens.

## Leben
Katrin Heesch ist in Kassel als erste Tochter einer Kinderkrankenschwester und eines Mediziners geboren und in Vellmar aufgewachsen. Schon vor der Grundschule besuchte sie eine Malschule. Früh fiel ihr außerordentlicher Sinn für Farbe auf. Bis zur elften Klasse besuchte sie das Engelsburg-Gymnasium in Kassel und wechselte dann zum Oberstufengymnasium Jakob-Grimm-Schule, ebenfalls in Kassel. Grund war der Wunsch, Kunst als Leistungskurs zu belegen. Dort legte sie 1993 das Abitur ab und begann ein Jahr später ein Studium der Freien Kunst an der Bauhaus-Universität Weimar. Seit 2011 ist sie mit dem Künstler Heinzz Flottran verheiratet, mit dem sie zwei Kinder hat. Das Paar lebt und arbeitet in Weimar.

## Werdegang

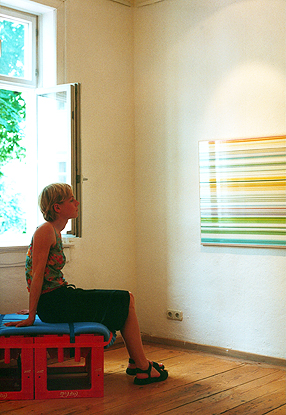
Katrin Heesch vor Bild 243 während einer Ausstellung (2001)

Mit dem Studium in Weimar entdeckte Heesch Farbfelder und Farbflächen für sich. Sie konzentrierte sich zunehmend auf die reine Beschäftigung mit Farben und deren Wirkung aufeinander. Unter dem Einfluss der farbtheoretischen Vorlesungen sowie des Studiums der Farbenlehre Goethes fanden ihre Fragen schließlich Ausdruck in der Entwicklung der Streifenbilder. Während des Studiums machte sie durch unkonventionelle Ausstellungsaufbauten auf sich aufmerksam. So waren das eine Mal 300 Granny-Smith-Äpfel Teil der Präsentation, während ihre Bilder durch eine Konstruktion aus Rohrschellen und Gewindestangen auf dem Boden standen und den Abstand zur Wand suchten. Den Ausstellungstext konnte man sich an einem Kopierer selbständig ausdrucken. Im Jahr 2000 erhielt sie mit einer weiteren Ausstellung in der Orangerie Schloss Belvedere in Weimar ihr Diplom mit summa cum laude. Im Jahr 2001 erwarb die Bauhaus-Universität Weimar ein Bild für ihr Archiv.
Schon während des Studiums wurden Galeristen auf die Bilder aufmerksam und ermöglichten ihr weitere Präsentationen. Ihre Arbeiten wurden u. a. in der Vertretung des Freistaates Thüringen, Brüssel, im Goethe-Nationalmuseum und im Neuen Museum Weimar, in der Kölnischen Galerie im Kölnischen Stadtmuseum sowie im Kunstverein Ludwigsburg gezeigt. Die Phase der höchsten Produktion fällt in die Jahre zwischen 2000 und 2010. Im Jahr 2009 wurde ihre Arbeiten in der TU Dresden im Rahmen der Ausstellung color continuo 1810-2010... System und Kunst der Farbe gezeigt. Seit 2017 widmet sie sich zunehmend einem anderen Schwerpunkt, dem Entwerfen und Herstellen von Unikaten in Form von Rucksäcken.

## Technik

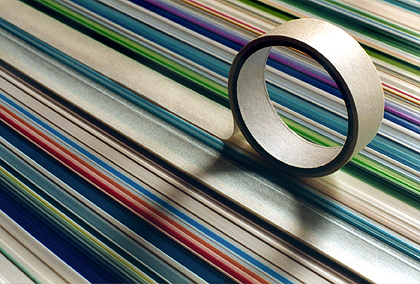
Fotografie des Bildes 593 mit Klebebandrolle (2001)

Die Bilder entstehen durch das manuelle Anlegen von Farblasuren in Form von Streifen auf mehrfach grundierte Leinwand, wodurch sich ein feines Relief bildet. Bei dem sehr zeitaufwändigem Verfahren werden durchschnittlich bis zu 300 Streifen aufgetragen, die sich neben- oder übereinander befinden und auf diese Weise verschiedene Farbmischungen erzeugen. Katrin Heesch hat sich flüssiges Latex als Malmittel gewählt, das sie gemäß ihrer Systematik bzw. anhand ihrer Farbpalette einfärbt. Die aufbereiteten Latexfarben werden dann mit dem Pinsel auf die vorbereitete Leinwand aufgetragen. Sie legt Klebestreifen parallel zueinander über die gesamte Breite des Bildes, um die Farbstreifen zu definieren. Jeder Farbstreifen wird mehrmals mit lasierender Farbe aufgetragen, wobei die Anzahl der Schichten die Intensität und Tiefe der Farbe bestimmt. Eine langwierige und die Geduld auf den Prüfstand stellende Arbeitsweise, die höchste Genauigkeit, Sorgfalt und Präzision erfordert. Ihr Atelier erinnert an ein Labor, ihre Akribie an eine Wissenschaftlerin. Die Latexschicht verleiht den Farben einen sanften Schleier, während sich an den Grenzen der Farbstreifen durch Lichtreflexionen neue Farben bilden, die nicht durch Mischen entstehen, sondern durch das Licht selbst. Die Farben zeigen sich also sowohl durch das Pigment als auch durch das Licht. Das Latex erzeugt zudem ein leichtes Relief auf der Oberfläche der Gemälde, das zum Berühren verführt und je nach Lichteinfall Schatten wirft.

„Es hat sehr viel mit Konzentration zu tun und mit Sammlung. Man darf sich in keiner Weise zerstreuen. Und das liebe ich einfach: Wenn man nicht zerstreut ist.“

## Systematik und Intuition

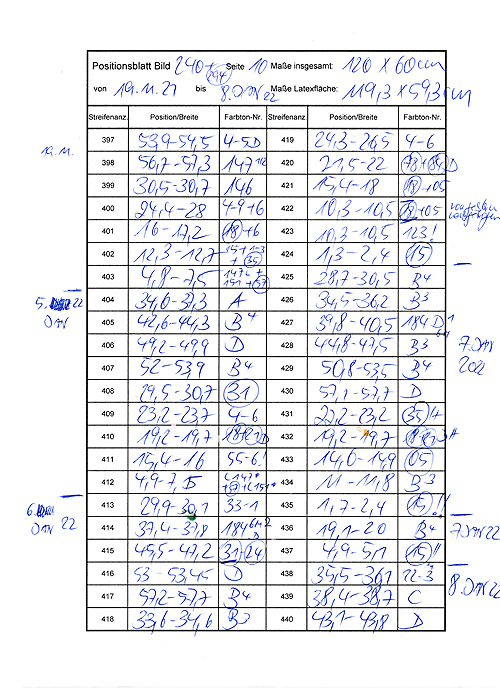
Positionsblatt (2021)

Katrin Heesch führt eine detaillierte Aufzeichnung und Dokumentation jedes Gemäldes, jeder Farbe und Mischung in separaten Datenblättern und Tabellen durch. Jede Farbe und Mischung erhält eine eindeutige Nummer und wird sorgfältig aufbewahrt. So entsteht mit den Werken ein schriftliches und stoffliches Archiv der Gemälde, eine zusätzliche Ebene der künstlerischen Arbeit. Gleichzeitig beschäftigt sie sich theoretisch mit Farblehren, dokumentiert ihre Gedanken und Analysen schriftlich und setzt die Ergebnisse in ihren Bildern um. Trotz ihrer systematischen Herangehensweise behält sie sich die Freiheit, intuitiv und kreativ zu arbeiten, wobei ein ständiger Wechsel zwischen Analyse und Schöpfung stattfindet und den Entstehungsprozess ihrer Gemälde bestimmt. Dieses dialogische Arbeitsverfahren reflektiert sich in den Werken.

## Rezeption
Die Bilder von Katrin Heesch sind anders als gewöhnliche Gemälde. Sie verlangen eine Offenheit, sich von traditionellen Interpretationsmustern zu lösen und sich mit den Grundlagen der Malerei zu beschäftigen, besonders mit dem Zusammenspiel von Farbe und Form im Bildraum. Sie knüpft an die Ideen des Weimarer Bauhauses an, wo Farbe nicht nur als Hintergrund betrachtet wurde, sondern als eigenständiges Thema des Bildes. In ihren Werken geht es um Farbe als Element. Sie setzt deren verschiedene Aspekte wie Helligkeit, Sättigung und Leuchtkraft ein, um durch korrekte Positionierung auf der Bildfläche eine in sich stimmige Komposition zu schaffen.

## Bedeutung

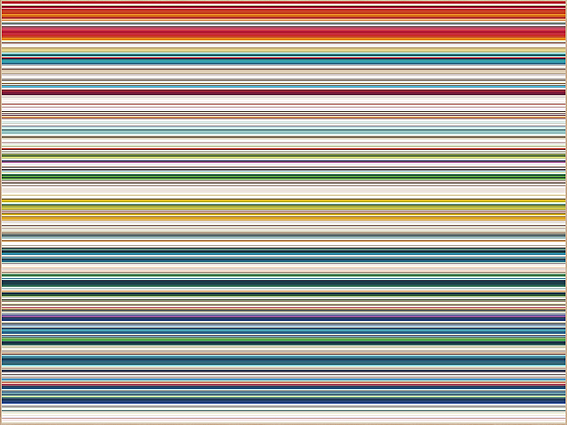
Bild 593. 120 x 160 cm (2001)

Katrin Heesch ist Teil der reichen Farbtradition von Weimar und erweitert sie durch ihre eigene innovative Herangehensweise. Neben dem Erschaffen ihrer Bilder beschäftigt sie sich auch theoretisch mit Farben und ihren Effekten. Sie untersucht Farben, definiert Farbgruppen und Harmonien, und entwickelt so eine eigene Systematik, die als Grundlage für ihre Arbeit dient. Ihre streng waagerecht komponierten Werke erinnern an den Geist des legendären Staatlichen Bauhauses, das Walter Gropius 1919 in Weimar gründete. Obwohl sie auf traditionelle Materialien wie Leinwand und Pigment zurückgreift, entstehen damit makellose und intelligent organisierte Farbkörper. Die Technik ähnelt dem Weben, aber die Künstlerin verwendet keine Stoffe, sondern Pigment-Latex-Gemische, welche mit einem Pinsel aufgetragen werden. Durch Schichten und das Bilden von immer schmaleren Streifen entstehen feine, durchscheinende Farbflächen, die an textile Teppiche erinnern. Diese Farbstrukturen fügen sich harmonisch in die Farbtradition von Weimar ein und zeigen gleichzeitig neue Wege in der Malerei auf.

„Die vorrangige Bedeutung des Ausdrucksreichtums dieser Bilder liegt dann auch darin, dass sie den Betrachter an einen Punkt zurückführt, den er lange schon verlassen, den er eigentlich mit dem Erwachsenwerden verloren hat: Farbe ganz unmittelbar und spielerisch als ein wesentliches, ein lebenswichtiges Medium wahrzunehmen, ein Medium für die Sinne“

## Auswahl an Ausstellungen und Messebeteiligungen
- 2001: Art Frankfurt

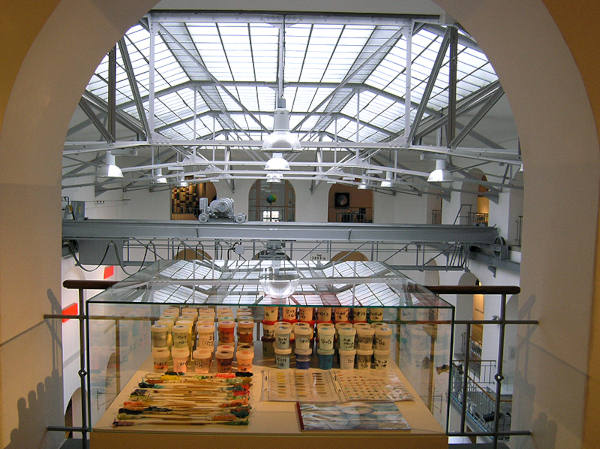
Ausstellung Color continuo, Altana Galerie, TU Dresden (2009)

- 2001: 5 x 5, Junge Kunst aus Sachsen, Neue Sächsische Galerie, Chemnitz, Beteiligung
- 2002: Kunst Köln
- 2002: kunstaktuellpluself, Galerie Edith Wahlandt, Stuttgart, Beteiligung
- 2003: Kunstverein Ludwigsburg, Beteiligung im Kabinett, Leitung Agnes Kohlmeyer
- 2003: Art Cologne, Köln
- 2004: Art Frankfurt
- 2004: Kölnische Galerie im Kölnischen Stadtmuseum, Querblick, Beteiligung der Galerie Stracke, Köln
- 2005: 5. Kölner Galerien-Nacht, Galerie Stracke, Köln[14]
- 2005: Art Frankfurt
- 2006: Kunstmesse Moskau
- 2008: Katrin Heesch, Einzelausstellung in der Vertretung des Freistaates Thüringen in Brüssel
- 2008: Einzelausstellung, Galerie Rothamel Frankfurt
- 2009: Das Bauhaus kommt aus Weimar, Goethe-Nationalmuseum, Klassik Stiftung Weimar, Beteiligung.[15]
- 2009: Vom Labor zum Projekt, Neues Museum Weimar, eine Ausstellung der Bauhaus-Universität Weimar, Beteiligung.[16]
- 2009: Color continuo, Altana Galerie TU Dresden, Beteiligung, Ausstellungsleitung Dr. Konrad Scheurmann[11][17]
- 2012: Katrin Heesch, Einzelausstellung, Konzentration und Verdichtung, Die Poesie der Ordnung, Galerie Corona Unger, Bremen[18]
- 2016: Katrin Heesch, Einzelausstellung, Kleine Paradiese – Die Sensibilität farbiger Intervalle, Galerie Corona Unger, Bremen[19]
- 2019: Alleando II, Beteiligung, Galerie Corona Unger, Bremen[20]
- 2023: Sommerglanz II, Beteiligung, Galerie Corona Unger, Bremen[21]

## Galerie

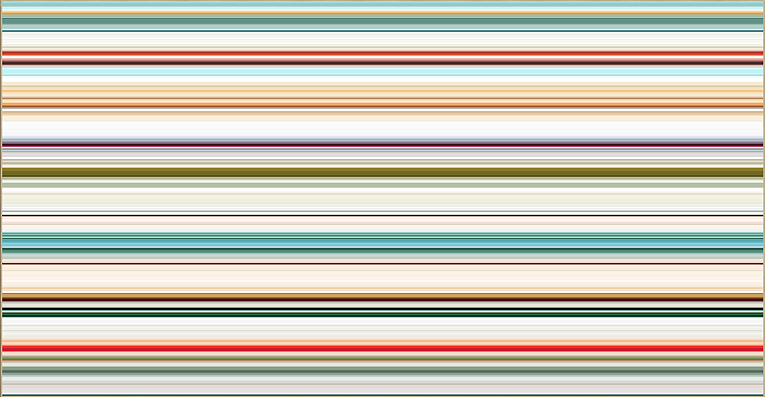
Bild 244. 70 x 135 cm (2003)
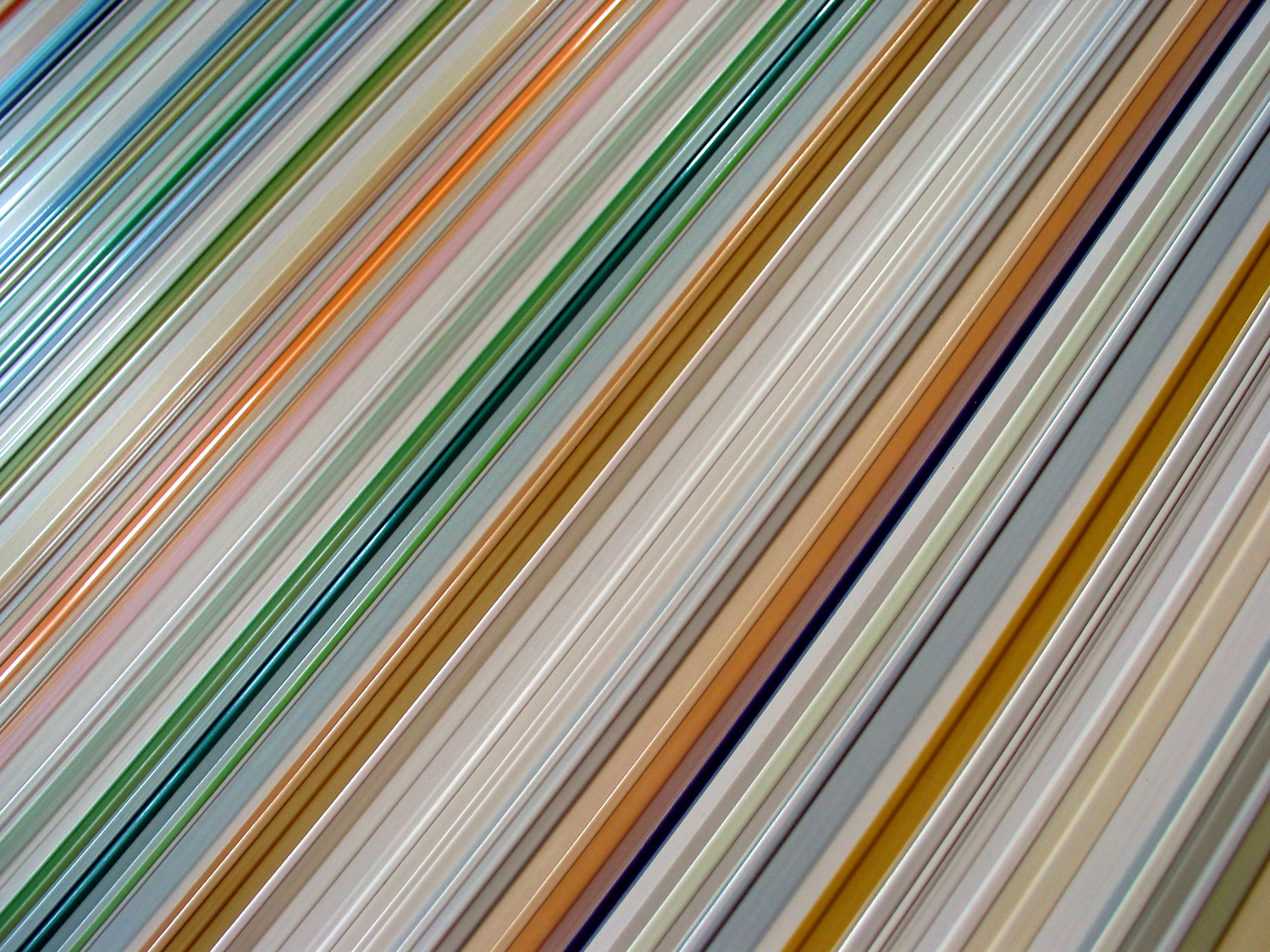
Bild 434. Ansicht schräg während der Herstellung (2003)
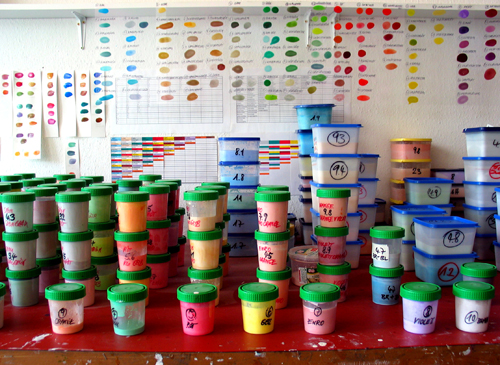
Farbdosen auf Ateliertisch (2003)
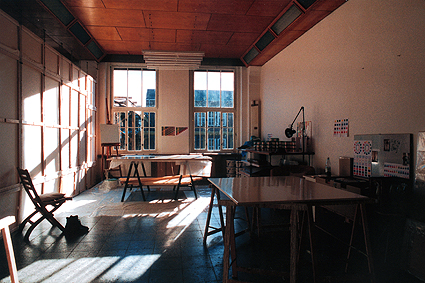
Atelier (2001)